# Берёзовский сельсовет (Оренбургская область)
Берёзовский сельсовет — муниципальное образование в Бузулукском районе Оренбургской области.
Административный центр — село Берёзовка.

## Административное устройство
В состав сельского поселения входят 2 населённых пункта:
- село Берёзовка,
- посёлок Мельничный.

## Достопримечательности
- Федеральное государственное бюджетное учреждение "Национальный парк «Бузулукский бор»".